# Real Academia Sevillana de Buenas Letras
La Real Academia Sevillana de Buenas Letras és una institució dedicada des de 1751 a la recerca i l'estudi del patrimoni cultural de Sevilla i d'Andalusia. Va ser fundada per Luis Germán y Ribón.
Des de 1976 concedeix el Premi de Poesia «Florentino Pérez Embid» a un llibre de poemes que es publica en la col·lecció Adonais.
Des de 2012 la Real Maestranza de Caballería de Sevilla i la Real Academia Sevillana de Buenas Letras convoquen un Premi de Recerca sobre Humanitats amb el títol genèric de «Cultura i Noblesa: mecenatge, obra social i col·leccionisme» en els aspectes relacionats amb aquells països o zones que hagin estat vinculats, en algun moment, a Espanya i especialment a Andalusia.